# Ericksonella
Ericksonella (лат.) — монотипный род однодольных растений семейства Орхидные (Orchidaceae), включающий вид Ericksonella saccharata (Rchb.f.) Hopper & A.P.Br..
Ericksonella saccharata впервые описан немецким ботаником Генрихом Густавом Райхенбахом под таксономическим названием Caladenia saccharata Rchb.f.basionym; в 2004 году был перенесён в состав собственного рода Ericksonella Стивеном Дональдом Хоппером и Эндрю Филлипом Брауном. Некоторые исследователи предлагают перенести единственного представителя Ericksonella обратно в состав рода Caladenia.

## Распространение и среда обитания
Единственный вид является эндемиком Австралии, известный с юго-запада страны.
Растут крупными группами среди кустарников на гранитных обнажениях.

## Общая характеристика
Клубневые геофиты.
Крошечные орхидеи размером 1—2 см.
Лист одиночный, заострённый, округлый, опушённый.
Соцветие имеет 1—2 цветка, причём в подавляющем большинстве случаев цветок одиночный.
Информации о способах опыления растений мало.
Цветут с конца зимы до весны.